# Église Saint-Martin de Meillard
L'église Saint-Martin est une église située à Meillard, en France.

## Localisation
L'église est située sur la commune de Meillard, dans le département français de l'Allier.

## Historique
L'édifice est inscrit au titre des monuments historiques en 1933.